# عبدالرحمان‌لی پایین
عبدالرحمان‌لی پایین (ترکی آذربایجانی: Aşağı Əbdürrəhmanlı) یک منطقهٔ مسکونی در جمهوری آرتساخ است که در استان هادروت واقع شده‌است.